# Ipparco (dialogo)
L'Ipparco o l'avido di guadagno (in greco Ἴππαρχος ἢ φιλοκηρδής) è un breve dialogo inserito da Trasillo nella IV tetralogia di Platone, ma ritenuto non autentico già dai tempi di Aristofane di Bisanzio (II secolo a.C.).
L'argomento, come indica il sottotitolo, è il guadagno: Socrate discute con un anonimo amico sull'avidità di guadagno, se essa sia un bene o un vizio; quindi, per spiegare meglio la propria posizione all'amico, gli narra la storia di Ipparco (figlio di Pisistrato) - da cui prende il titolo il dialogo.

## Contenuto
Il dialogo si apre senza prologhi: con la prima battuta, Socrate pone subito in campo l'argomento della discussione, cioè l'avidità di guadagno. A questa domanda l'amico dà tre risposte differenti. Innanzitutto sostiene che avidi sono coloro che «cercano di trarre guadagno da cose di nessun valore» (225a), ma Socrate obietta che nessuno, che sia intelligente, cercherebbe di trarre guadagno da cose inutili. L'amico risponde allora che gli avidi sono mossi dalla loro insaziabilità (226d-e), ma anche in questo caso essi si rivolgono a cose di nessun valore solo perché non ne hanno coscienza. Chi infatti aspira a un guadagno lo fa perché pensa di trarne un bene, non un danno. Tuttavia, in questo modo non si capisce la differenza tra chi è avido e chi no, poiché tutti aspirano al bene: come fare? L'amico risponde che l'avido di guadagno è colui che cerca di trarre profitto da cose da cui un uomo dabbene si terrebbe alla larga (227c-d), ma anche così la situazione non viene risolta, poiché si è detto che il guadagno è un bene, la perdita un male. Non può essere che il guadagno sia al tempo stesso un bene e un male!
A questo punto, l'amico accusa Socrate di volerlo ingannare, e così il filosofo, nella seconda parte del dialogo, narra la storia di Ipparco (228b-229d), il figlio di Pisistrato che governò Atene tra il 527 e il 514 a.C., prima di essere ucciso da una congiura. In particolare, Socrate ricorda che il monito di Ipparco recita: «non ingannare l'amico». Dunque, come potrebbe Socrate ingannare ora un suo amico e disobbedire così ai dettati di un uomo così importante e saggio? L'amico viene così invitato a riprendere la discussione, per giungere infine alla conclusione che un guadagno è tale solo quando ciò che si ottiene è superiore a ciò che si è impegnato (231c-e).